# Désertification médicale en France
Pour un article plus général, voir Désert médical.

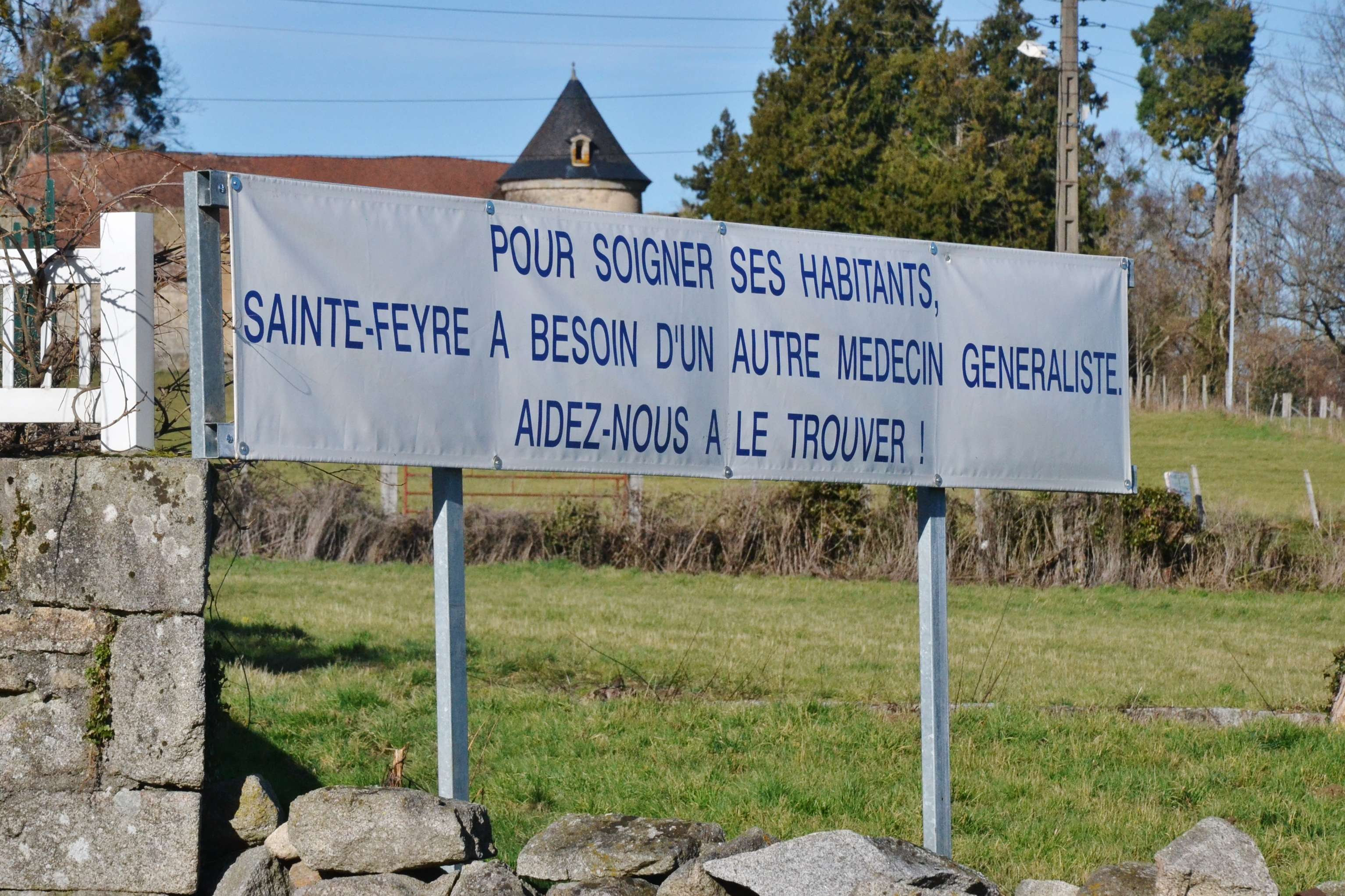
Désertification médicale en Creuse.

La désertification médicale est une notion censée mettre en évidence le manque de praticiens dans une zone donnée, qu'il s'agisse de médecins, généralistes ou spécialistes, ou d'auxiliaires médicaux. En France, les principales baisses d'effectifs se font à l'extérieur des agglomérations.

## Effets

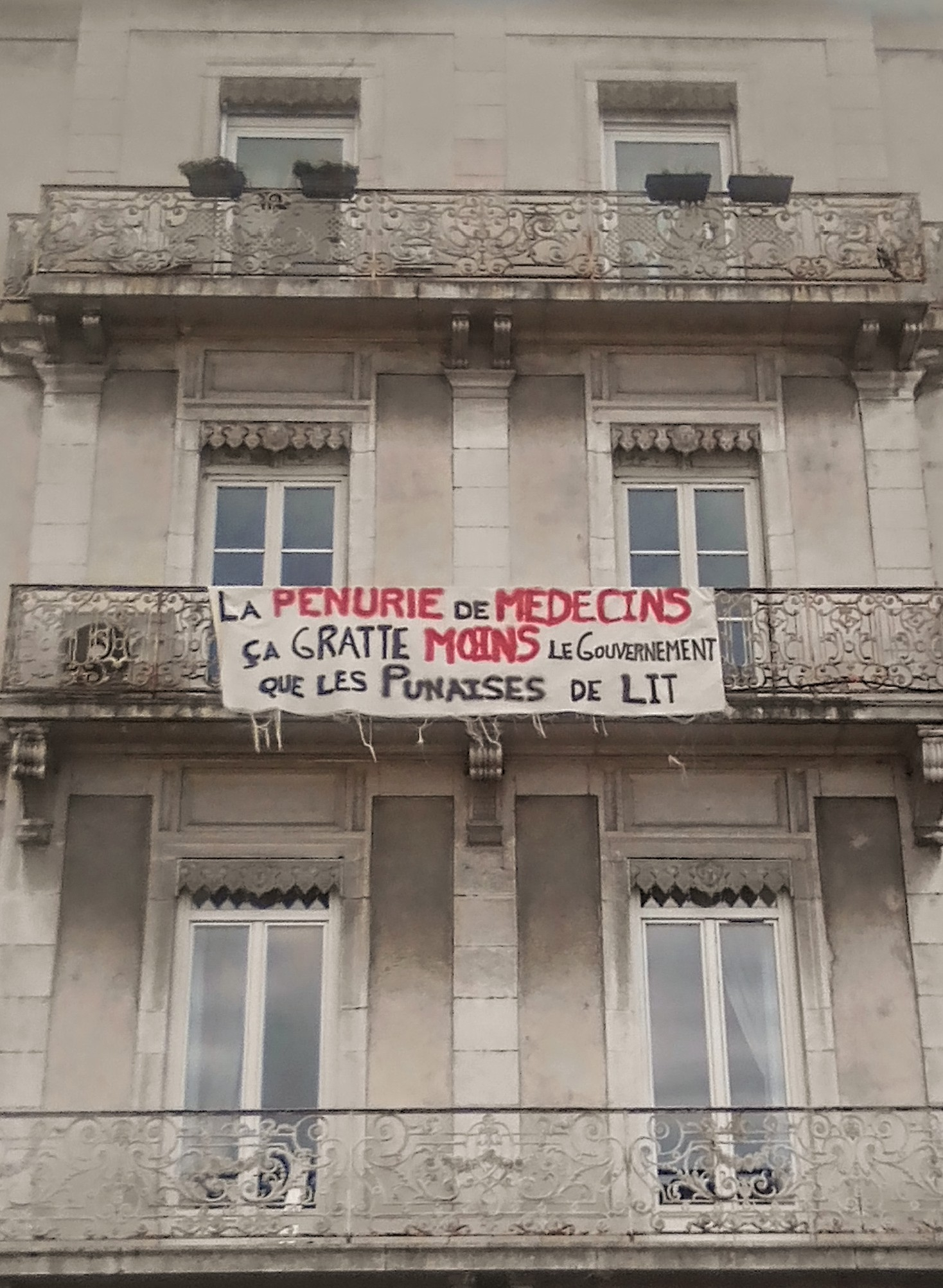
Affiche sur un balcon de la place Vaucanson à Grenoble en octobre 2023.

Alors que le nombre de médecins n'a cessé d'augmenter, passant selon La Tribune de 275 praticiens pour 100 000 habitants en 1985, à 340 en 2005, on constate a contrario l'apparition de zones géographiques non ou mal couvertes par la présence de médecins. Ces zones se concentrent dans le secteur rural, particulièrement dans le nord de la France, ainsi que dans les banlieues. Il s'accompagne d'une baisse d'effectifs analogues pour les professions paramédicales telles qu'infirmiers ou masseurs-kinésithérapeutes.
Ainsi en 2020 la France compte un peu plus de 360 000 habitants répartis sur 1 883 communes se trouvant dans un désert médical, c'est-à-dire une accessibilité restreinte aux médecins généralistes, une distance accrue aux services d'urgence et une absence de pharmacie à proximité. En 2018, 3,8 millions de personnes vivaient dans une zone sous-dotée en médecins généralistes (soit 5,7 % de la population), les régions les plus touchées étant l’Île-de-France et le Centre-Val de Loire. Mantes-la-Ville compte quatre médecins pour 22 000 habitants, l'Indre 43 médecins spécialistes libéraux pour 100 000 habitants (la moyenne nationale étant de 85,49).
En 2017 à Toulouse, la désertification médicale s'aggrave: deux tiers des médecins ont plus de 55 ans et dans les dix ans, soit d’ici 2027, 300 médecins vont arrêter leur activité à Toulouse, ainsi, des quartiers entiers et des milliers de patients se retrouvent sans médecin traitant. Toulouse ne compte que 450 médecins généralistes pour environ 500 000 habitants. Ainsi, il y manque 100 médecins. En conséquence, les patients qui n'ont pas de médecins ne peuvent pas en trouver.

## Causes
Le numerus clausus instauré en 1971 vise à réglementer et limiter l'accessibilité à la profession pour les étudiants en médecine. Il est présent essentiellement en première année commune aux études de santé (PACES). Globalement, à la suite de cette réglementation, il y a environ 19 % seulement des étudiants qui passent en deuxième année. L'augmentation du nombre de médecins enregistrés entre 1985 et 2005 montre qu'il n'est pas à l'origine de la désertification médicale, en raison de son effet retard. Par contre, la baisse du nombre d'étudiants lors des décennies 1980 et 1990 devrait mécaniquement accroître ce phénomène. Selon le Conseil économique, social et environnemental, en 2017 l’accès aux soins est compliqué pour les jeunes vivant dans les espaces ruraux. Depuis plusieurs années, les centres médicaux ferment dans les campagnes. En 2010, le gouvernement a réagi en remontant dans un premier temps ce numerus clausus.
Les médecins libéraux jouissent d'une liberté d'installation leur permettant de choisir le lieu où ils souhaitent exercer.
Dans les raisons de la faible attractivité des secteurs ruraux, il a été souligné des conditions de travail difficiles, avec des horaires chargés, et l'existence d'un cercle vicieux, la désertification ne faisant que renforcer les charges horaires du personnel médical concerné. Notamment, la règle de « permanence des soins » aboutit, en l'absence de volontaires, à la réquisition de médecins libéraux pour assurer les gardes de nuit et des jours fériés. Bien qu'en 2008 des propositions aient été faites par l'Assemblée nationale pour ne pas revenir au mécanisme de gardes obligatoires de 2002, dans la pratique, lorsque la densité médicale est insuffisante, la permanence des soins se traduit par ces réquisitions, système qui est dénoncé à titre individuel  ou syndical par des médecins devant y faire face.
Le vieillissement de la population, dont les traitements médicamenteux et chirurgicaux sont de plus en plus lourds, viendraient accroitre ce phénomène.
Un autre frein serait sociologique : le plus souvent les jeunes praticiens sont en couple et ont besoin de circuler rapidement sur le territoire, or, dans certaines zones géographiques il y a un manque d'infrastructures de communication.
L'attirance des jeunes vers l'exercice salarié au sein d'équipes et d'établissements généralement situés dans les villes favorise la mise en place de foyers d'habitations au niveau des villes qui vont créer des inégalités de répartition au sein du territoire français[pas clair].

## Solutions envisagées
Sur le plan local, la presse multiplie les exemples de communes prêtes à soutenir financièrement l'installation de médecins, voire à recruter dans des pays proposant de très faibles revenus à leurs médecins, tels que la Roumanie. L'une des limites à cette solution est la barrière de la langue. Or, la communication est un des fondements de la médecine.
Sur le plan national, la loi HPST votée le 29 juillet 2009, ne prévoit pas d'imposer aux médecins de s'installer dans les zones déficitaires mais vise simplement à l'élaboration d'un plan pointant les zones menacées par la désertification.
La voie la plus explorée en 2012 est la création de maisons médicales, regroupements de praticiens pouvant permettre d'assurer la permanence des soins tout en limitant en partie la charge de travail, et mutualisant une partie des coûts. Cette piste implique toutefois que la zone à équiper dispose encore d'un nombre significatifs de praticiens, et ne peut être mise en œuvre telle quelle dans les zones déjà désertées.
En janvier 2014, la société H4D dirigée par le docteur Franck Baudino installe la première cabine de télémédecine dans une résidence pour personnes âgées à Cluny (Saône-et-Loire). De cette manière, les médecins peuvent consulter les paramètres médicaux des patients par Internet. La société envisage d'étendre l'installation de ses appareils dans des maisons de retraite non médicalisées ainsi que dans des collectivités publiques appartenant à des zones rurales et des banlieues où sévit la désertification médicale.
En 2019, la réforme Ma santé 2022 propose de créer un droit opposable à bénéficier d’un médecin traitant et l'obligation pour les facultés et agences régionales de santé à trouver des terrains de stages en priorité dans les territoires en tension, ainsi que le développement de la télémédecine.
L'émission Cash Investigation du 13 janvier 2022 souligne les différences de règlements concernant l’installation des pharmaciens, infirmiers ou sages-femmes d'une part et des médecins d'autre part. Elle présente la situation au Québec ou en Allemagne où l'installation des jeunes médecins conventionnés est subordonnée à l'obtention d'une autorisation régionale mais le syndicat MG France s'oppose farouchement à la restriction de la liberté d'installation des praticiens,,. Dans ce contexte, il est important de noter que les différences entre les systèmes de santé empêchent toute conclusion hâtive. Par exemple, dans le cas allemand, la limitation de l'installation a été mise en place (et a longtemps servi) pour « corriger » les zones sur-denses dans un pays plutôt bien doté en médecins. Or, ce sont les zones sous-denses qui sont au cœur des débats en France.